# Salame bergamasco
Il salame della bergamasca (salàm de la bergamasca in bergamasco) è un prodotto tipico della provincia di Bergamo.

## Storia
Le sue origini sono molto antiche. Nel secondo dopoguerra veniva usato anche come mezzo formale di pagamento.

## Caratteristiche[1][2][3]
Il prodotto è collegato alle particolarità climatiche della provincia di Bergamo, dove la forte umidità ha impedito lo sviluppo di altri salumi, come ad esempio il prosciutto. Per questo motivo è stato creato un salame che potesse essere stagionato anche a lungo (oltre i 90/100 giorni) in tali condizioni.
La sua caratteristica peculiare è quella di usare tutte le parti del maiale, anche quelle più nobili che in altre regioni sono usate per i prosciutti, le coppe o i culatelli e quindi non avere necessità di inserire altri tipi di carni, come quelle bovine. Un'ulteriore caratteristica è quella di provenire da un suino pesante, alimentato esclusivamente con i cereali facilmente coltivati nella zona, come il mais. Animale che da sempre si adatta meglio all'economia del territorio per resa e qualità.
È difficilmente acquistabile al di fuori della provincia di Bergamo e i migliori sono ancora artigianali. È comunque in corso un progetto per l'etichettatura di qualità del prodotto.